# The Sidewinder
| Đánh giá chuyên môn                 | Đánh giá chuyên môn |
| Nguồn đánh giá                      | Nguồn đánh giá      |
| Nguồn                               | Đánh giá            |
| ----------------------------------- | ------------------- |
| Allmusic                            | [ 2 ]               |
| The Rolling Stone Jazz Record Guide | [ 3 ]               |

The Sidewinder là một album của nhạc công trumpet jazz Lee Morgan, được phát hành năm 1964 và thu âm tại Van Gelder Studio ở Englewood, New Jersey, Hoa Kỳ. Nó được hãng đĩa Blue Note ra mắt đưới số hiệu BLP 4157 và BST 84157.
Track chủ đề, "The Sidewinder", là một trong những track nổi tiếng nhất của Morgan và là một jazz standard. Một phiên bản rút gọn đã được phát hành làm đĩa đơn.
Album đạt thành công thương mại lớn. Nhà sản xuất Michael Cuscuna hồi tưởng về sự thành công bất ngờ này: "công ty chỉ in 4.000 bản trong lần phát hành đầu. Không cần nói, chúng được bán hết chỉ sau ba hay bốn ngày. Và 'The Sidewinder' trở thành một đột phá khi vào bảng xếp hạng pop 100." Tháng 1, 1965, album đạt vị trí #25 trên Billboard. Không chỉ vậy, track chủ đề còn được dùng làm nhạc nền cho quảng cáo của Chrysler và trở thành nhạc chủ đề cho một số show truyền hình.

## Âm nhạc và thu âm
Năm track trong album đều được sáng tác bởi Morgan, và phần nhiều dựa trên blues. The Sidewinder có sự tham gia của nhạc công tenor saxophone Joe Henderson, người mà Morgan phát biểu rằng khi đó là cố vắn viên cho mình. Ngoài ra còn có sự góp mặt của tay trống Billy Higgins, tay piano Barry Harris và tay contrabass Bob Cranshaw.

## Danh sách nhạc khúc
Tất cả được sáng tác bởi Lee Morgan.
1. "The Sidewinder" – 10:25
2. "Totem Pole" – 10:11
3. "Gary's Notebook" – 6:03
4. "Boy, What a Night" – 7:30
5. "Hocus Pocus" – 6:21
6. "Totem Pole" [Alternative take] – 9:57 Bonus track on CD reissue

## Thành phần tham gia
- Lee Morgan – trumpet
- Joe Henderson – tenor saxophone
- Barry Harris – piano
- Bob Cranshaw – contrabass
- Billy Higgins – trống